# Lednica (powiat Púchov)
Lednica – wieś (obec) na Słowacji, w kraju trenczyńskim, w powiecie Púchov.